# Курбанов, Руслан Маркизович
Руслан Маркизович Курба́нов (род. 10 декабря 1996, с. Татиль, Табасаранский район, Дагестан) — гвардии майор, командир танковой роты отдельной бригады морской пехоты Тихоокеанского флота. Герой Российской Федерации (2022). Герой Донецкой Народной Республики (2023). Кандидат в мастера спорта по самбо.

## Биография
Родился в Табасаранском районе Республики Дагестан.
В 2006 году семья переехала в село Сергиевское Грачёвского района Ставропольского края, где в 2014 году он окончил среднюю общеобразовательную школу №5. В 2020 году с золотой медалью окончил Казанское высшее танковое командное училище в Республике Татарстан. Получил распределение на Тихоокеанский флот, где стал служить командиром танкового взвода в танковой роте 40-й отдельной Краснордарско-Харбинской дважды Краснознамённой бригады морской пехоты, входящей в состав Береговых частей флота (пункт дислокации — город Петропавловск-Камчатский, Камчатский край).
В марте 2023 года Курбанову досрочно присвоено очередное воинское звание капитана.

## Участие в боевых действиях
Согласно заявлениям российского военного командования, Курбанов был ранен в боевых действиях при штурме населенного пункта в ходе Вторжения России на Украину. 25 февраля 2022 года его взвод штурмовал Гостомель.

## Награды и звания
- Герой Российской Федерации (10.09.2022)[11]
- Медаль «За отвагу» (17.03.2022)
- Орден «За заслуги перед Республикой Дагестан» (28.10.2022)
- Почётный гражданин Табасаранского района Республики Дагестан (27.10.2022)
- Герой Донецкой Народной Республики (апрель 2023)[12]